# 乙女ロード

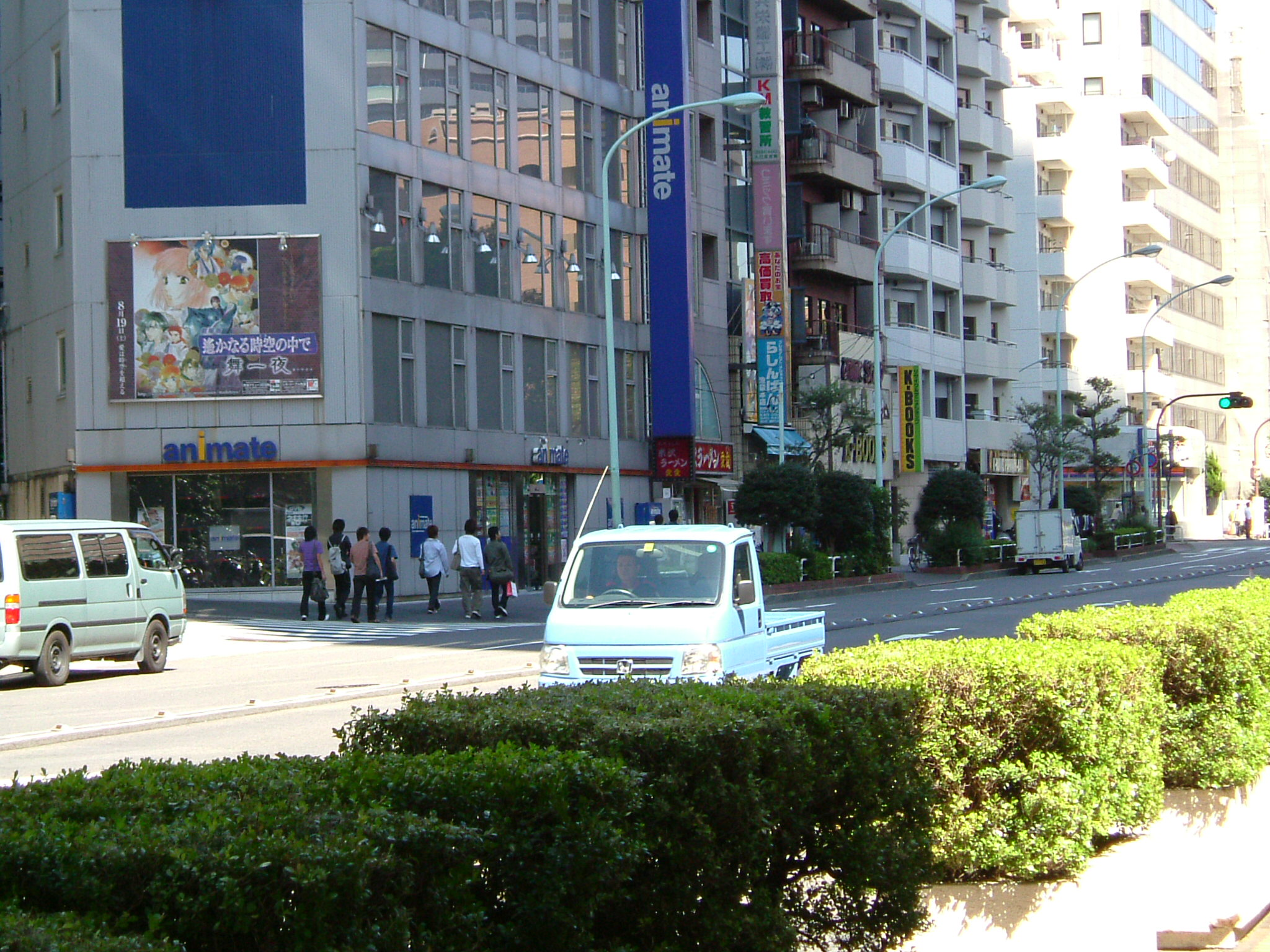
乙女ロード遠景（2006年8月）

乙女ロード（おとめロード）とは、東京都豊島区東池袋三丁目（池袋駅東口）にあるサンシャイン60の西側の通りの通称。初出は雑誌『ぱふ』2004年5月号。

## 概要
首都高速5号池袋線下の「サンシャイン前」交差点から、春日通り（国道254号）の「東池袋三丁目」交差点までの200mほどの道路の片側に、女性を対象にしたアニメグッズや同人誌などを扱う店舗が密集している。「腐女子の聖地」といわれる。
2005年頃から女性おたくの街・池袋の象徴としてマスコミに取り上げられるようになり、認知度が高まった。

## 歴史
池袋駅周辺には1980年代からアニメイトやアニメポリス・ペロといったアニメグッズを扱う店舗が点在しており、アニメグッズの購買層が女性に偏っていることから、秋葉原や中野（中野ブロードウェイ）に比べて女性客を集めやすい環境にあった。
もっとも、これらの店では当初特に女性向けの商品展開は行われていなかった。また、コミックレヴォリューションやサンシャインクリエイションなど、サンシャインシティで開催されている同人誌即売会は男性向けの傾向が強く、必ずしも女性向に特化した地域ではなかった。
しかし、アニメイトが2000年のリニューアルオープンに伴い女性向けの傾向を強く打ち出したことがきっかけとなり、男女のオタクが共存していた状態から女性オタク向けに特化した商品展開が目立つようになった。また、秋葉原が男性おたくの街として認知されるに伴い、男性向けの商品をそちらに重点的に配置する店舗が増え、結果的に女性向けの品揃えの店が池袋に集まった。このことが乙女ロード形成の主因となっている。また、乙女ロードに所在していないが、コミックとらのあなも、2013年4月に男性向けを扱う「池袋店A」と、女性向けを中心に扱う「池袋店B」の2店舗体制となった。
また、当時の池袋は渋谷や青山と比べてキャッチセールスや風俗などの勧誘が少なく、物価も安かったことや、1997年にジュンク堂書店が出店したことで、会社帰りの会社員でも幅広い種類の書籍を物色できるようになったことも池袋に女性オタクが集まった要因となっている。
デパートの立ち並ぶ池袋駅前とは対照的に、乙女ロード内にはサンシャインシティ内をはじめとして安価の雑貨・化粧品・洋服の販売店や喫茶店が多いため、自身の趣味に対して比較的多額の投資を行うためそういったものにあまりお金をかけない女性オタクの消費行動とマッチしたという面もある。
2005年からは執事喫茶などもこの地域に開店している。
2006年時点で該当する周辺店は8店舗存在する。
なお、いわゆる「腐男子」の登場など、男女間の嗜好のボーダレス化に伴い、男性客も多く見られるようになった。女性客は数人のグループで行動していることが多い。